# Vili Ameršek
Viliam »Vili« Ameršek, slovenski nogometaš, 16. junij 1948, Trbovlje.
Igral je za klub Olimpija Ljubljana in Angers SCO. Brat Peter Ameršek je bil tudi nogometaš. Ameršek je s 16 sezonami igranja za Olimpijo postavil rekord tega kluba.